# 英格擬棘茄魚
英格擬棘茄魚（学名：Halieutopsis ingerorum）为輻鰭魚綱鮟鱇目棘茄魚亞目棘茄魚科擬棘茄魚屬下的一个种，為深海底棲魚類，僅發現於莫三比克海峽及台灣東部海域，棲息深度1380-2356公尺，體長可達7.7公分，棲息在沙泥底質海域，生活習性不明。